# Acanthops falcataria
Acanthops falcataria (лат.) — вид насекомых из семейства Acanthopidae. Обитает в Южной Америке. Его не следует путать с Acanthops falcata, сходным видом того же рода.
Это один из многих видов богомолов из разных родов, напоминающих опавший лист. Виды Acanthops имеют необычную степень полового диморфизма по сравнению с другими богомолами. Нелетающая самка напоминает скрученный опавший лист и весит вдвое больше самца. У нее редуцированные крылья, которые можно поднять, чтобы показать яркие предупреждающие цвета на брюшке. Самец хорошо летает и имеет длинные функциональные крылья, которые в состоянии покоя напоминают плоский или свернутый опавший лист. Сидя, самцы часто принимают позу, в которой голова, хватательные ноги и переднегрудь усиливают камуфляж, воссоздавая вид сморщенного черешка и прилистников опавшего листа
.